# Julie Deiters
Julie Deiters, född den 4 september 1975 i Meudon, Frankrike, är en nederländsk landhockeyspelare.
Hon tog OS-brons i damernas landhockeyturnering i samband med de olympiska landhockeytävlingarna 2000 i Sydney.